# 25 januari
25 januari är den 25:e dagen på året i den gregorianska kalendern. Det återstår 340 dagar av året (341 under skottår).

## Namnsdagar

### I den svenska almanackan
- Nuvarande – Paul och Pål
- Föregående i bokstavsordning
  - Paul – Namnet infördes på dagens datum 1986 och har funnits där sedan dess.
  - Paula – Namnet infördes på dagens datum 1986, men flyttades 1993 till 22 juni, där det har funnits sedan dess.
  - Pauli omvändelse – Denna benämning fanns, till minne av aposteln Paulus omvändelse till kristendomen, på dagens datum före 1901, då den utgick.
  - Paulus – Tillsammans med Pauli omvändelse fanns namnet sedan gammalt på dagens datum, till minne av aposteln Paulus. Det fanns kvar fram till 1993, då det utgick.
  - Pål – Namnet infördes 1986 på 22 maj. 1993 flyttades det till dagens datum och har funnits där sedan dess.
  - Pålsmäss – Eftersom Pål är den svenska formen av Paulus har dagen sedan gammalt varit känd under denna benämning. Den stod kvar fram till 1901, då den utgick.
- Föregående i kronologisk ordning
  - Före 1901 – Paulus, Pauli omvändelse och Pålsmäss
  - 1901–1985 – Paulus
  - 1986–1992 – Paulus, Paul och Paula
  - 1993–2000 – Paul och Pål
  - Från 2001 – Paul och Pål
- Källor
  - Brylla, Eva (red.): Namnlängdsboken, Norstedts ordbok, Stockholm, 2000. ISBN 91-7227-204-X
  - af Klintberg, Bengt: Namnen i almanackan, Norstedts ordbok, Stockholm, 2001. ISBN 91-7227-292-9

### Finlandssvenska almanackan
- Nuvarande från 1950[1] – Paul
- I föregående revideringar[a][2]
  - 1929–1949 – Paul, Paulina

## Händelser
- 817 – Sedan Stefan IV har avlidit dagen före väljs Paschalis I till påve.
- 844 – Vid påve Gregorius IV:s död väljs Johannes VIII till påve av folket i Rom. Två dagar senare väljer adeln istället Sergius II till påve och avsätter Johannes VIII. Sergius ingriper för att rädda honom till livet och han spärras in i kloster för resten av sitt liv.
- 1320 – Sedan Erik Menved har avlidit året före utropas hans bror Kristofer officiellt till kung av Danmark på landstinget i Viborg på Jylland.
- 1556 – Svenskarna slår tillbaka det anfall mot Viborgs slott, som ryssarna har inlett den 21 januari.
- 1817 – Det första numret den skotska tidningen  The Scotsman kommer ut.
- 1890 - Nellie Bly avslutar sin resa Jorden runt på 72 dagar, start 14 november 1889, efter Jules Vernes fiktiva resa i Jorden runt på 80 dagar
- 1907 – Sveriges första socialdemokratiska kvinnokonferens hålls i Stockholm och kräver att kvinnlig rösträtt ska införas. Det dröjer dock till 1919 innan den införs och till 1921 innan svenska kvinnor för första gången får rösta i allmänna val.
- 1916 – Lars Hanson gör succé i titelrollen när August Strindbergs pjäs Gustaf III från 1902 har premiär på Intima teatern i Stockholm.
- 1920 – Den svenska grenen av organisationen Rädda Barnen anordnar en ”linnesöndag” till förmån för de frysande och sjuka barnen i Österrikes huvudstad Wien. Detta sker endast två månader efter att den svenska grenen har grundats (19 november året innan).
- 1922 – Sveriges riksdag genomför en grundlagsändring som gör det möjligt att anordna konsultativa (rådgivande) folkomröstningar. Redan den 27 augusti samma år hålls den första, som handlar om förbud mot rusdrycker.
- 1924 – De första olympiska vinterspelen invigs i franska Chamonix. Fram till 1992 hålls vinterspelen alltid samma år som sommarspelen, men därefter börjar man hålla dem under de jämna år, då sommarspelen inte hålls.
- 1925 – S:t Matteus kyrka i Stockholm återinvigs efter att ha genomgått en genomgripande restaurering sedan 1923.
- 1937 – Världens längsta såpopera, den dagliga serien The Guiding Light, har premiär i amerikansk radio. 1952 flyttar den till TV och när den läggs ner 2009 har den sänts i över 18 000 avsnitt i radio och TV.
- 1946 – Sverige lämnar ut 146 av 167 balter (främst letter) som 1944 har flytt till Sverige i tysk uniform, samt 227 tyskar, till Sovjetunionen.[3] En stark opinion, som hävdar att balterna har tvångsrekryterats av tyskarna, försöker in i det sista stoppa utlämningen.[4] Däremot sker inga protester mot utlämnandet av tyskarna.
- 1957
  - Sverige inför allmän vaccinering av barn mot polio, vilket leder till att sjukdomen inom några år i princip försvinner från landet.
  - Den svenska figuren Skogsmulle, som ska lära barn om naturen och att inte skräpa ner i den, skapas av Gösta Frohm på Lida friluftsgård. Så småningom inrättas ”mulleskolor” över hela landet, vilka kännetecknas av Skogsmulles hälsningsfras ”Hej kollikock”.
- 1967 – Den svenska ubåten HMS Sjöormen, som kan vistas i undervattensläge i flera veckor, sjösätts på Karlskronavarvet. Det är den första ubåten av Sjöormen-klass.
- 1971 – Idi Amin tar makten i Uganda genom att störta president Milton Obote i en statskupp. När Amin själv störtas 1979 återkommer Obote till makten.
- 1987 – Den 21-årige svenske tennisspelaren Stefan Edberg vinner årets upplaga av öppna australiska tennismästerskapen.
- 1988 – Förundersökningen mot det svenska vapenföretaget Bofors för mutbrott läggs ned i brist på bevis.
- 1989 – Sveriges investeringsbank, som ska stimulera svenskt näringsliv, går upp i PKbanken, som året därpå byter namn till Nordbanken.
- 1990 – Den svenska ”valpskatten” på handel med värdepapper, vilken infördes 1987, avskaffas, då en stor del av handeln har flyttat utomlands. Skatten har fått sitt namn av att många av de unga börsklipparna kallas ”finansvalpar”.
- 2011 – Stora protester inleds i Egypten mot presidenten Hosni Mubarak och hans regim och dagen går till historien under namnet ”Vredens dag”.

## Födda
- 750 – Leo IV, bysantinsk kejsare
- 1477 – Anna, regerande hertiginna av Bretagne, Frankrikes drottning (gift med Karl VIII) samt Neapels drottning
- 1540 – Edmund Campion, engelsk jesuit och martyr
- 1615 – Govert Flinck, nederländsk konstnär
- 1655 – Cornelius Anckarstjerna, svensk amiral
- 1736 – Joseph-Louis Lagrange, italiensk astronom och matematiker
- 1739 – Charles François Dumouriez, fransk general och politiker
- 1759 – Robert Burns, brittisk poet
- 1843 – Hermann Amandus Schwarz, tysk matematiker
- 1860 – Charles Curtis, amerikansk politiker, senator för Kansas, USA:s vicepresident 1929–1933
- 1869 – Lotten Olsson, svensk skådespelare
- 1870 – Helge von Koch, svensk matematiker
- 1874 – W. Somerset Maugham, brittisk författare
- 1878
  - Ernst Alexanderson, svensk ingenjör
  - Harry L. Davis, amerikansk republikansk politiker, guvernör i Ohio
- 1880 – Torsten Fogelqvist, svensk lyriker, publicist, psalmförfattare, ledamot av Svenska Akademien
- 1882 – Virginia Woolf, brittisk författare
- 1883 – Homer Bone, amerikansk politiker och jurist, senator för Washington
- 1886 – Wilhelm Furtwängler, tysk dirigent och kompositör
- 1896 – Charles White, svensk musiker och skådespelare
- 1913 – Witold Lutosławski, polsk kompositör
- 1916 – Jörgen Westerståhl, svensk statsvetare
- 1917
  - Ilya Prigogine, belgisk kemist och fysiker, mottagare av Nobelpriset i kemi 1977
  - Jânio Quadros, brasiliansk politiker, Brasiliens president
- 1923 – Arvid Carlsson, svensk farmakolog, mottagare av Nobelpriset i fysiologi eller medicin 2000
- 1925 – Margery Sharp, brittisk författare
- 1928 – Eduard Sjevardnadze, georgisk politiker, Sovjetunionens utrikesminister samt Georgiens president
- 1929 – Michael Michai Kitbunchu, thailändsk kardinal och ärkebiskop
- 1931 – Stikkan Anderson, svensk textförfattare, musikförläggare och affärsman, manager för popgruppen Abba
- 1933
  - Corazon Aquino, filippinsk politiker, Filippinernas första kvinnliga president
  - Olof Frenzel, svensk skådespelare och perukmakare
- 1937 – Bill Pascrell, amerikansk demokratisk politiker, kongressledamot
- 1938
  - Etta James, amerikansk rhythm and blues-sångare
  - Vladimir Vysotskij, rysk musiker
- 1939 – Gabriel Romanus, svensk folkpartistisk politiker, Sveriges socialminister 1978–1979
- 1941
  - Olle Kåks, svensk konstnär
  - Ulf Tistam, svensk skådespelare
- 1942 – Eusébio, portugisisk fotbollsspelare, VM-brons 1966
- 1943
  - Tobe Hooper, amerikansk filmregissör
  - Hans-Erik Philip, dansk kompositör och musikarrangör
- 1945 – Leigh Taylor-Young, amerikansk skådespelare
- 1947 – Tostão, brasiliansk fotbollsspelare
- 1949 – Paul Nurse, brittisk biokemist, mottagare av Nobelpriset i fysiologi eller medicin 2001
- 1958 – Alessandro Baricco, italiensk författare
- 1961 – Tommy Ekman, svensk sångare, medlem i gruppen Style
- 1962 – Chris Chelios, amerikansk ishockeyspelare
- 1963 – Katarina Dalayman, svensk operasångare
- 1967 – Karin Ingebäck, svensk operasångare
- 1968 – Ulf Kvensler, svensk manusförfattare och skådespelare
- 1975 – Tim Montgomery, amerikansk friidrottare
- 1977 – Mats Rubarth, svensk fotbollsspelare
- 1978
  - Denis Mensjov, rysk tävlingscyklist
  - Volodymyr Zelenskyj, ukrainsk skådespelare och politiker, Ukrainas president 2019–
- 1979 – Wali Razaqi, afghansk skådespelare
- 1980
  - Alicia Keys, amerikansk artist
  - Christian Olsson, svensk friidrottare, OS-guld 2004
  - Xavi, spansk fotbollsspelare
- 1984 – Robinho, brasiliansk fotbollsspelare

## Avlidna
- 844 – Gregorius IV, påve sedan 827
- 1138 – Anacletus II, motpåve sedan 1130
- 1352 – Alvaro Pelagius, omkring 77, spansk franciskanmunk
- 1366 – Henrik Suso, omkring 70, tysk mystiker
- 1559 – Kristian II, 77, kung av Danmark och Norge 1513–1523 samt av Sverige 1520–1521
- 1586 – Lucas Cranach den yngre, 70, tysk målare
- 1622 – Karl Filip, 20, svensk prins, hertig av Södermanland, Närke och Värmland
- 1699 – Nils Brahe d. y., 65, svensk greve och riksråd
- 1855 – Dorothy Wordsworth, 83, brittisk författare
- 1857 – Andrew Stevenson, 73, amerikansk politiker och diplomat,  talman i USA:s representanthus 1827–1833
- 1865 – Carl Henrik Anckarsvärd, 82, svensk riksdagsman och skriftställare
- 1896 – Frederic Leighton, 65, brittisk konstnär
- 1906 – John S. Harris, 80, amerikansk republikansk politiker, senator för Louisiana 1868–1871
- 1927 – William E. Cameron, 84, amerikansk politiker, guvernör i Virginia 1882–1886
- 1936 – Edvard Johansson, 53, fackföreningsman, LO:s ordförande 1930–1936
- 1939 – Aleksandr Lukomskij, 70, rysk militär
- 1947 – Al Capone, 48, amerikansk maffiaboss
- 1952
  - Märta Ekström, 53, svensk skådespelare och sångare
  - Sveinn Björnsson, 70, isländsk politiker, Islands president sedan 1944
- 1956 – Ivan Bratt, 77, svensk affärsman och alkoholpolitiker, mannen bakom Brattsystemet med motbok
- 1960 – Diana Barrymore, 38, amerikansk skådespelerska
- 1971 – Hilmer Peters, 73, svensk skådespelare och inspicient
- 1972 – Erhard Milch, 79, tysk militär, generalfältmarskalk och krigsförbrytare
- 1973 – Lars Nordrum, 51, norsk teater- och filmskådespelare
- 1975 – Gottlob Berger, 78, tysk SS-officer
- 1988 – Colleen Moore, 87, amerikansk skådespelare; stumfilmsstjärna
- 1990 – Ava Gardner, 67, amerikansk skådespelare
- 1993 – Irma Björck, 94, svensk operasångare
- 1995 – Fritjof Hellberg, 77, svensk skådespelare
- 1997 – Werner Aspenström, 78, svensk skald, ledamot av Svenska Akademien sedan 1981
- 1999 – Robert Shaw, 82, amerikansk dirigent och körledare
- 2002 – Karen Rasmussen, 96, svensk-norsk skådespelare
- 2004 – Karin Ygberg, 97, svensk operettsångare
- 2007
  - Olle Stenholm, 64, svensk journalist
  - Hedda Lindahl, 87, svensk folkpartistisk politiker, statsråd 1978–1979
- 2009 – Mamadou Dia, 98, senegalesisk politiker, Senegals premiärminister 1957–1962
- 2010
  - Ali Hassan al-Majid, 68, irakisk politiker, mest känd som Kemiske Ali (avrättad)
  - Charles Mathias, 87, amerikansk republikansk politiker
- 2011 – Daniel Bell, 91, amerikansk sociolog
- 2012 – Paavo Berglund, 82, finländsk dirigent
- 2013 – Aase Nordmo Løvberg, 89, norsk operasångare
- 2015 – Demis Roussos, 68, grekisk sångare
- 2017
  - Mary Tyler Moore, 80, amerikansk skådespelare
  - Siewert Öholm, 77, svensk TV-programledare
  - John Hurt, 77, brittisk skådespelare
- 2020 – Holger Romander, 98, svensk jurist och rikspolischef